# Валё, Пер
Пер Фре́дрик Ва́лё (швед. Per Fredrik Wahlöö; 5 августа 1926[…], Гётеборг — 22 июня 1975[…], Мальмё) — шведский писатель, мастер детективного жанра.

## Биография
Пер Валё родился в приходе Тёлё неподалёку от Гётеборга (Швеция). Его отцом был журналист и писатель Вальдемар Валё (1889—1982).
С 1946 года работал в различных шведских газетах и журналах репортёром по спортивной и уголовной хронике.
В 1950-х годах участвовал во многих общественных движениях, в основном леворадикального толка, в том числе и за границей — в частности, в Испании, что закончилось его высылкой из этой страны в 1957 году как персоны нон грата.
После возвращения в Швецию Валё работал сценаристом на радио и телевидении; являлся также редактором нескольких журналов.
Как писатель дебютировал в 1959 году романом «Коза божья» (Himmelsgeten). После брака с писательницей Май Шёвалль работал в соавторстве с ней. Уже в конце 1960-х годов их совместное творчество получило широкую известность как в Швеции, так и за рубежом.
Умер в 1975 году в Мальмё, в возрасте неполных 49 лет от панкреатита (согласно другим данным, от рака поджелудочной железы).

## Творчество
Пер Валё считается основоположником социологического детективного жанра (так называемого «социологического детектива»). В дебютном романе 1959 года «Коза божья» (Himmelsgeten), как и во всех последующих его произведениях — «Ветер и дождь» (Vinden och regnet), «Грузовик» (Lastbilen), «Миссия» (Uppdraget), «Розы не растут на Оденплан» (Det växer inga rosor på Odenplan), «Генералы» (Generalerna) — критиковались злоупотребления властью и тёмные стороны жизни буржуазного общества в Швеции и в других странах (в том числе вымышленных). Русскому читателю из числа этих произведений известны только две  антиутопии с инспектором Йенсеном в главной роли: «Убийство на 31-м этаже» (Mord på 31:a våningen; в русском переводе — «Гибель 31-го отдела») и «Стальной прыжок» (Stälspranget), неоднократно издававшиеся в сборниках детективов и научной фантастики.
Совместно с супругой Май Шёвалль Пер Валё написал в 1965—1975 годах серию из десяти романов о стокгольмской полиции (основное внимание уделяется работе отдела по расследованию убийств под руководством Мартина Бека).
Среди прочих работ за Валё числятся переводы на шведский нескольких романов, в частности, детективов Эвана Хантера (Эда Макбейна), и политических триллеров, а также социологические исследования, посвящённые сравнительному изучению методов работы полиции в Швеции, США, Англии и милиции СССР.

## Награды и премии
- Литературная премия газеты «Svenska dagbladet» за роман «Генералы» (1965)
- Премия Эдгара Аллана По за роман «Смеющийся полицейский» из цикла про Мартина Бека (1971, совместно с Май Шёвалль)

### Экранизации
- 1967: «Розанна» (в роли Бека — Кеве Хьелм, Швеция)
- 1972: «31-й отдел» (телеспектакль, ЛенТВ, в роли Йенсена — Ефим Копелян, СССР)
- 1973: «Смеющийся полицейский» (США, адаптированный, в роли сержанта Джейка Мартина — Уолтер Маттау, США)
- 1976: «Человек на крыше» (по роману «Негодяй из Сэфле», Швеция)
- 1977: «Миссия» (Швеция)
- 1978: «Mannen i skuggan» (по роману «Грузовик», Швеция-Югославия)
- 1979: «Незаконченный ужин» (телефильм по повести «Полиция, полиция, картофельное пюре!», Рижская киностудия)
- 1980: «Гибель 31 отдела (фильм)» (телефильм по роману «Убийство на 31-м этаже», в роли Йенсена — Лембит Ульфсак, Таллинфильм)
- 1980: «Швед, пропавший без вести» (по роману «Человек, который испарился», ФРГ)
- 1981: «Gyilkosság a 31. emeleten» (телефильм по роману «Убийство на 31-м этаже», в роли Йенсена — Ласло Маркуш, Венгрия)
- 1982: «Камикадзе 1989» (телефильм по роману «Убийство на 31-м этаже», в роли Йенсена — Райнер Фасбиндер, ФРГ)
- 1982: «Skály mé vyprahlé zeme» (телесериал по роману «Миссия», Чехословакия,)
- 1986: «Hövdingen» (мини-телесериал по роману «Коза божья», Швеция)
- 1986: «Záhada zamceného pokoje» (телефильм по роману «Запертая комната», Чехословакия)
- 1993: «Бек — закрытая комната» (Нидерланды)
- Фильмы с Йёстой Экманом в роли Бека:
  1. «Розанна» (Швеция, 1993).
  2. «Пропавшая пожарная машина» (Швеция, 1993)
  3. «Полиция, полиция, картофельное пюре!» (также «Убийство в Савойе», Швеция, 1993)
  4. «Мужчина на балконе» (Швеция, 1993)
  5. «Убийца полицейских» (Швеция, 1994)
  6. «Стокгольмский марафон» (по мотивам романа «Террористы», Швеция, 1994)
- Телесериал: «Комиссар Мартин Бек» (7 сезонов из 38 эпизодов, в роли Бека — Питер Абер, Швеция, 1997; 2001; 2006; 2009; 2015; 2018). Не основан на сюжетах книг о Беке, только использует описанные в цикле персонажи.

## Киносценарии авторства Валё
- «Самолет пропал без вести» (Flygplan saknas, 1965, режиссёр фильма Пер Гюнвалль). Автор сценария (вместе с Arvid Rundberg).
- «Мавры» (Morianerna, 1965) — режиссёр Arne Mattsson. Автор сценария (вместе с Jan Ekström, Arne Mattsson).
- «Ночной кошмар» (Nattmara, 1965). Автор сценария (вместе с Arvid Rundberg).
- «Убийца — вполне обычный человек» (Mördaren — En helt vanlig person, 1967) — режиссёр Arne Mattsson. Автор сценария (вместе с Arne Mattsson, Maj Sjöwall).
- «Человек в тени» (Mannen i skuggan, 1978). Автор сценария (вместе с Arvid Rundberg).